# 宮古島ヴォルタック施設

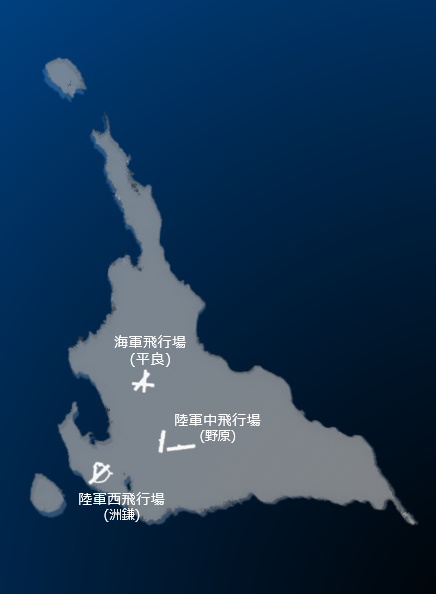
日本陸軍と海軍が宮古島に建設した三カ所の飛行場。海軍の平良飛行場、ならびに陸軍中飛行場 (野原飛行場) と陸軍西飛行場 (洲鎌飛行場)。

宮古島ボルタック施設 (みやこじまヴォルタックしせつ 英語 Miyako Jima Vortac Site) は、沖縄県宮古島市平良下里の宮古島飛行場 (現在の宮古空港) にあった米軍基地。1973年に日本の運輸省に移管された。沖縄返還協定における米軍施設番号はFAC6286。

## 概要
ヴォルタック (Vor/tac) とは、超短波全方向式無線標識 VOR (VHF omni-directional radio range) 装備の民間機と、戦術用航法装置 (タカン TACAN) 装備の軍用機の両方に利用できる地上標識局。
名称: 宮古島ボルタック施設 (Miyako Jima Vortac Site)
場所: 沖縄県平良市 (現在の宮古島市) 字下里
面積: 164,000㎡
施設番号: FAC6286
返還: 1973年2月15日、沖縄返還協定了解覚書のB表に基づいて日本の運輸省に移管

## 歴史

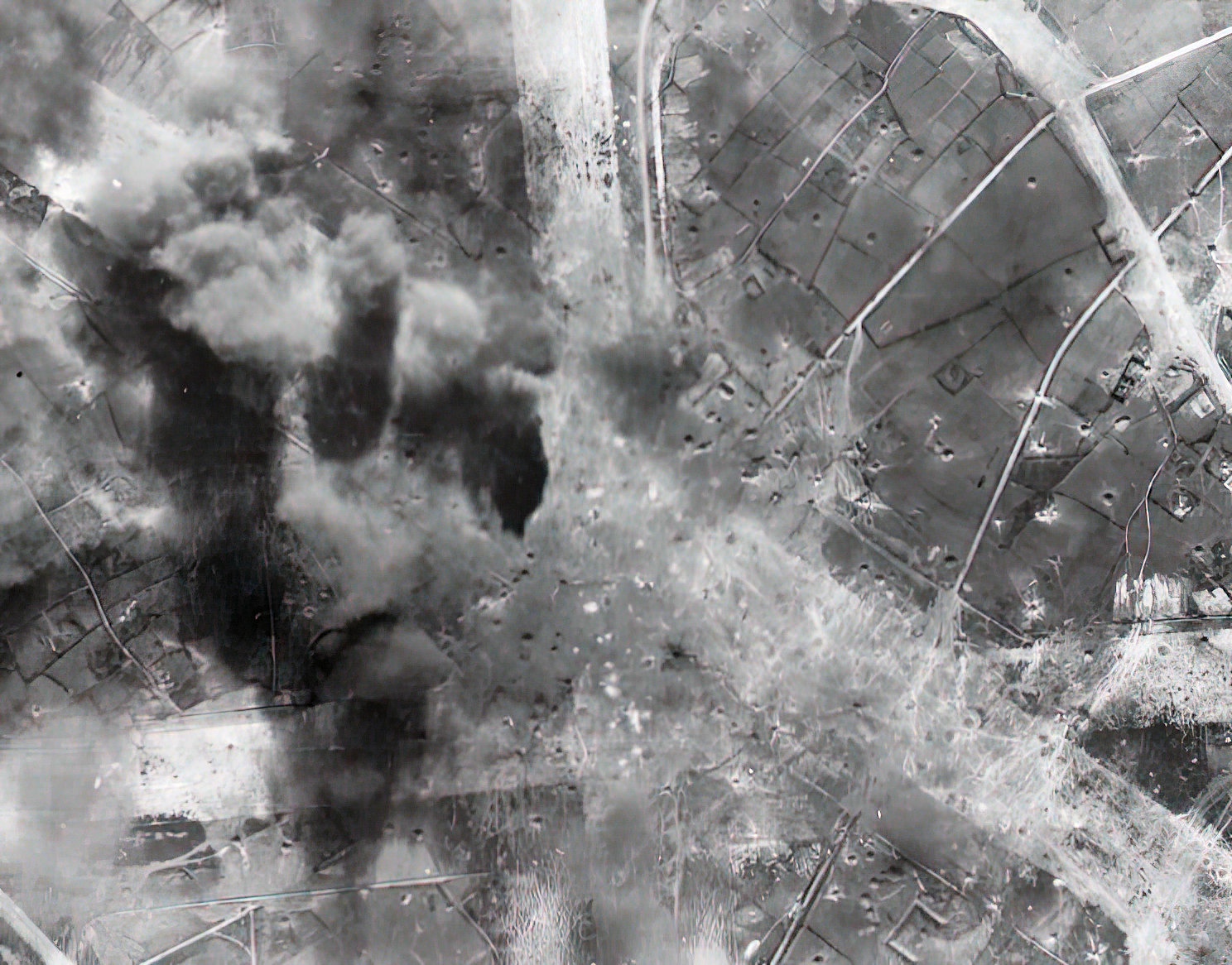
連日の爆撃で滑走路が利用不可能になっている宮古島の平良飛行場 (英国海軍研究アーカイブス)

### 宮古海軍飛行場 (平良飛行場)
日本軍は宮古島に三カ所の飛行場を建設した。
1943年9月、日本軍は東部の七原、屋原、越地の土地約175ha (土地所有者 255人) を強制接収し、海軍宮古飛行場 (平良飛行場) の建設を開始する。
アイスバーグ作戦で英国太平洋艦隊は3月15日に米国第5艦隊と合流し、3月27日に先島諸島 (宮古島、石垣島)の日本軍施設への攻撃を開始した。

### 米軍・宮古島ボルタック施設
1956年6月、沖縄戦の終結から11年ぶりに民間機の就航が始まる。平良飛行場には民間と軍用機の両方で使用される宮古島ボルタック施設が建設された。
宮古島における米軍施設
| 宮古島における米軍施設 | 面積 (1972年時点) | 返還後            |
| ---------------------- | ----------------- | ----------------- |
| 宮古島ボルタック施設   | 164,000㎡         | 運輸省            |
| 宮古島航空通信施設     | 200,000㎡         | 航自 宮古分屯基地 |
| 宮古民政府             | 7,000㎡           | 宮古島気象台 等   |
| 宮古ロランA送信所      | 49,000㎡          | 海上保安庁        |

### 宮古空港
1973年2月15日、平良飛行場のボルタック施設は運輸省に移管され航空通信施設となっている。一方、陸軍宮古中飛行場 (野原飛行場) は航空自衛隊那覇基地宮古島分屯基地へと移管された。

## 参照項目
- 沖縄の旧日本軍施設 > 平良飛行場
- 沖縄の米軍基地
- 宮古空港